# Étoile variable de type Gamma Doradus

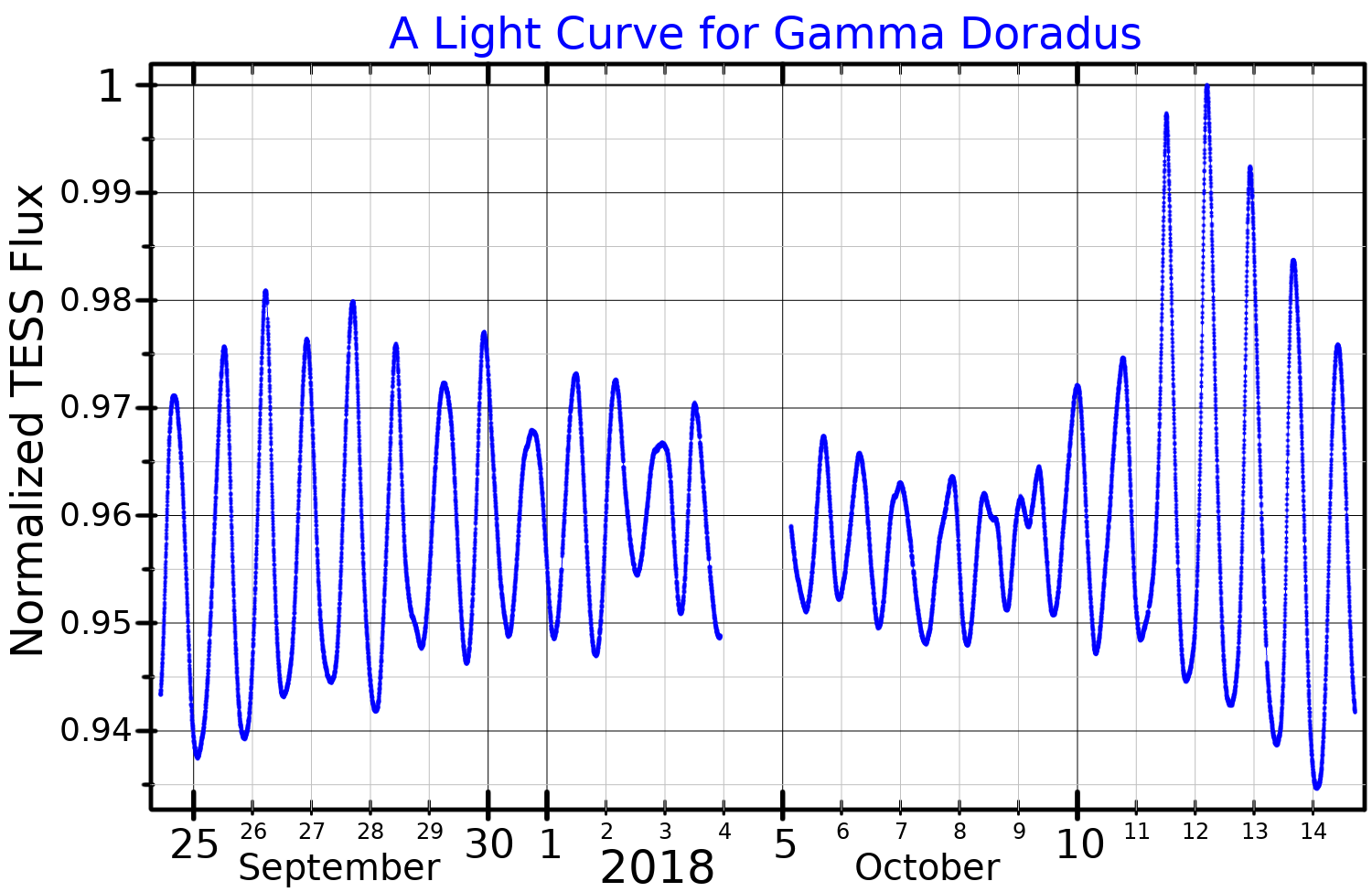
Courbe de lumière de Gamma Doradus, tracée à partir des données du satellite TESS de septembre et octobre 2018

En astronomie, une variable de type Gamma Doradus est une étoile variable qui présente des variations de luminosité dues à des pulsations non radiales de sa surface. Ce sont typiquement des étoiles jeunes de la séquence principale, de type F précoce ou A tardif, les variations de luminosité sont de l'ordre de 0,1 magnitude avec des périodes voisines de la journée. C'est une classe observationnelle d'étoiles variables ayant été caractérisées pour la première fois dans la seconde moitié des années 1990, et les détails relatifs à la cause physique des variations de luminosité sont toujours en cours d'étude. Le prototype est Gamma Doradus.
En 1990, l'étoile 9 Aurigae a été remarquée varier pour la première fois. Cependant, aucune des explications existantes ne pouvait expliquer cette variabilité : l'étoile pulsait trop lentement, elle était située hors de la bande d'instabilité des variables de type Delta Scuti et il n'y avait aucune preuve de l'existence d'une matériau éclipsant. Gamma Doradus et HD 96008 avaient toutefois déjà été remarquées comme présentant des caractéristiques similaires. Ces trois étoiles, tout comme HD 224638, ont rapidement été théorisées comme faisant partie d'une nouvelle classe d'étoiles variables dont la variabilité est produite par des pulsations sur le mode g plutôt que sur le mode p comme c'est le cas pour les variables de type Delta Scuti. HD 224945 et HD 164615 ont été remarquées présentant un comportement similaire, tandis que HD 96008 en a été exclue sur la base de sa période plus régulière. Les phénomènes d'éclipses et de taches stellaires ont été rapidement exclus des causes de leur variabilité, et la variabilité de 9 Aurigae a été confirmée comme étant provoquée par des pulsations sur le mode g un an plus tard, appuyant que ces étoiles sont bien le prototype d'une nouvelle classe de variables. Plus de dix autres candidates ont été rapidement trouvées et ses découvreurs ont baptisé le groupe comme les « étoiles de type Gamma Doradus », d'après le membre le plus brillant et le premier dont la variabilité ait été mise en évidence.